# اتحاد الحقوقيين العراقيين
اتحاد للحقوقيين العراقيين، مقره في بغداد. وله فروع في المحافظات. وللاتحاد شخصية معنوية لها حق تملك الأموال المنقولة والعقارات والتصرف بها.[بحاجة لمصدر]

## الاهداف
- اولاً: تعبئة وتنظيم جهود أعضاء الاتحاد بما يكفل اسهامهم في تطوير الفكر القانوني، وتطوير التشريع بما يحقق العدالة بين المواطنين، ويخدم اهداف خطط التنمية القومية في عملية التحول الاشتراكي وفقاً لمفاهيم حزب البعث العربي الاشتراكي.
- ثانياً: تنمية البحث القانوني ورعايته.
- ثالثاً: السعي لتوحيد القوانين على الصعيد القومي.
- رابعاً: توثيق التعاون بين اعضائه.
- خامساً: الدفاع عن حقوق الأعضاء المادية والادبية والسعي لتيسير سبل العمل المناسب لهم.
- سادساً: توثيق التعاون مع الحقوقيين العرب في جميع الاقطار العربية في اطار اتحاد الحقوقيين العرب.
- سابعاً: توثيق العلاقات مع الاتحادات والمنظمات في العالم ذات الاهتمام بالشؤون القانونية والسياسية والدفاع عن حقوق الإنسان.
- ثامناً: تطوير المستوى المهني والعلمي لأعضائه.

## الانتماء
يكون الانتماء إلى الاتحاد الزامياً لكل عراقي حاصل على شهادة جامعية اولية من كلية الحقوق أو كلية القانون والسياسية (قسم القانون) في الجمهورية العراقية أو ما يعادلهما من العاملين في دوائر الدولة والقطاع الاشتراكي والمختلط واختيارياً لغير العاملين منهم.

## وصلات داخلية
- الحقوق
- العراق

## وصلات عراقية
صفحة الاتحاد
صفحة الاتحاد في الأرشيف